# Slovenska ulica (Maribor)

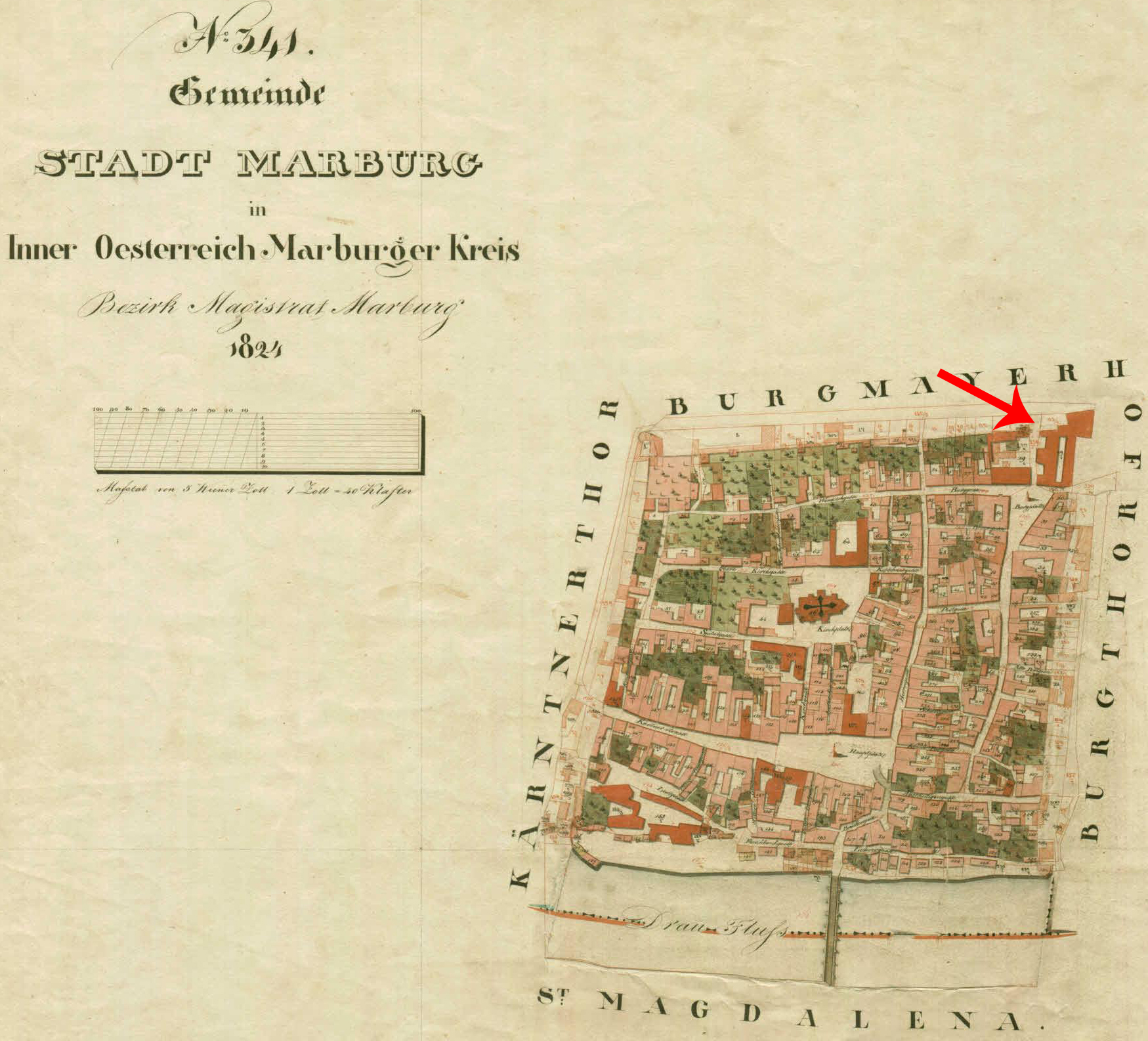
Windischgasse und Burggasse (heutige Slovenska ulica) auf dem Stadtplan Maribor 1824. Gekennzeichnet: die Stadtburg

Slovenska ulica (Slowenische Gasse) ist der Name einer Straße im Stadtbezirk Center von Maribor, Slowenien.

## Geschichte
Die heutige Straße entstand 1876 mit dem Namen Burggasse als Verbindung zweier Altstadtgassen, der Windischgasse (auch Windisch-Gasse) und der alten, kürzeren Burggasse.
Wilhelm von Tegetthoff, Kommandant der österreichisch-ungarischen Kriegsmarine, wurde 1827 in der Burggasse 12, heute Slovenska ulica 12, geboren.

## Lage
Die Straße ist die Verlängerung der Gosposvetska cesta ab deren Kreuzung mit der Strossmayerjeva ulica. Sie verläuft nach Süden bis zur Einmündung in den Grajski trg. 

## Abzweigende Straßen
Die Slovenska ulica berührt folgende Straßen und Orte (von West nach Ost): Gospejna ulica, Gledališka ulica, Barvarska ulica, Tyrševa ulica und Gosposka ulica.

## Bauwerke und Einrichtungen
- Slowenisches Nationaltheater Maribor, Slovenska ulica 27